# Wendischer Turm
Wendischer Turm (grnłuż. Serbska wěža) – dawna wieża obronna, pozostałość średniowiecznych murów miejskich w Budziszynie, zlokalizowana na wschodnim skraju Starego Miasta, przy Wendischer Straße.

## Historia
Wieża, wzniesiona (podobnie jak Reichenturm) w latach 1490-1492, pierwotnie pełniła funkcje obronne, a jej nazwa świadczy, że zbudowano ją na przedmieściu zamieszkałym przez Łużyczan (Wenedów). Przez długi czas zlokalizowane było w niej więzienie. Uniknęła, planowanej w 1841, rozbiórki dzięki projektowi drezdeńskiego architekta, Gottfrieda Sempera, który wkomponował ją w neogotyckie koszary (1842-1844) zwieńczone blankami (obecnie siedziba władz miejskich).